# 스타포드 렙

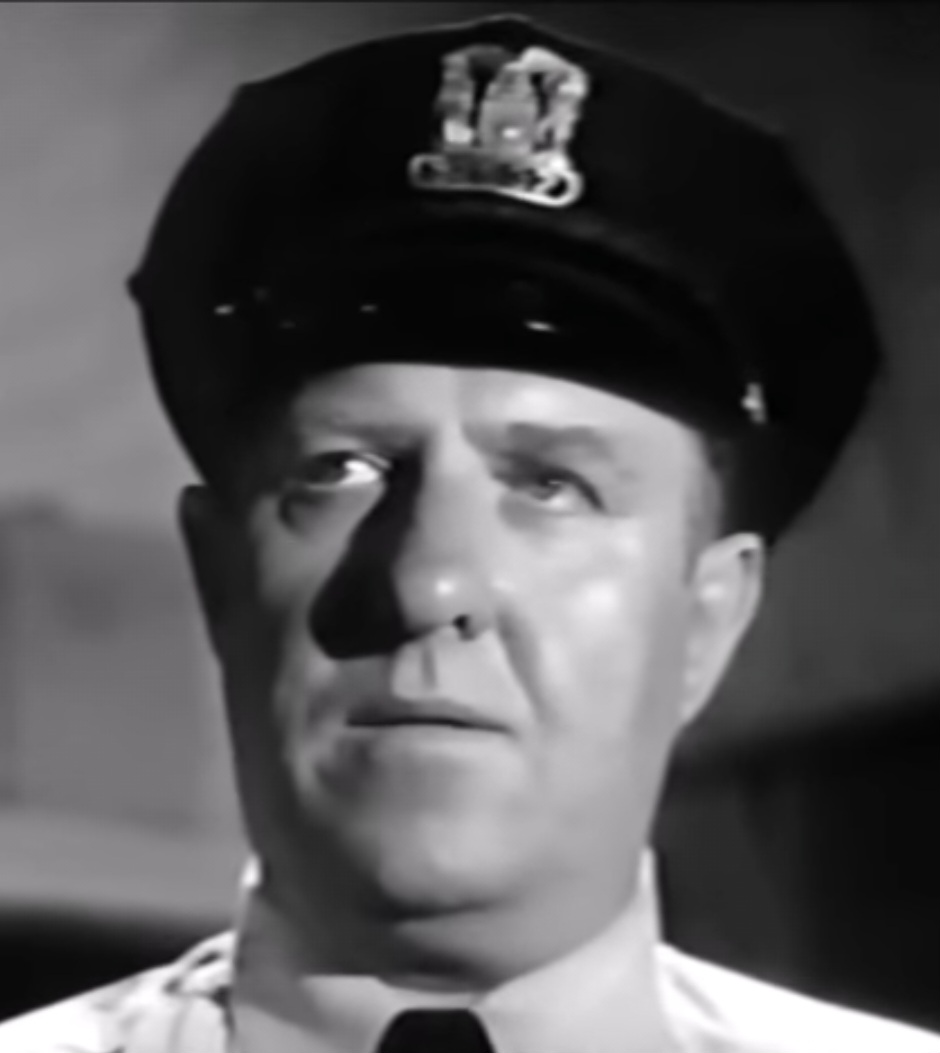

스타포드 렙(Stafford Repp, 1918년 4월 26일 ~ 1974년 11월 5일)은 미국의 배우이다.
샌프란시스코에서 태어났으며 잉글우드에서 사망하였다. 사인은 심근 경색이다.

## 출연 작품
- 린다 러브레이스를 대통령으로 (1975년)
- 핫 스펠 (1958년)
- 나는 살고 싶다 (1958년)
- 먼지 속의 별 (1956년)
- 딜론 보안관 (1955년)

### 텔레비전
- 배트맨 (1966년) - 경찰서장 오하라 역
- 보난자 (1959년)
- 페리 메이슨 (1957년)